# لکینو
لکینو (به لاتین: Lekino) یک منطقه مسکونی در جمهوری آذربایجان است که در شهرستان بیلقان واقع شده‌است.